# Didymodon rubiginosus
Didymodon rubiginosus är en bladmossart som beskrevs av Brotherus 1902. Didymodon rubiginosus ingår i släktet lansmossor, och familjen Pottiaceae. Inga underarter finns listade i Catalogue of Life.